# Sándor Csegzi
Sándor Csegzi (n. 4 mai 1957, Miercurea Nirajului) este un fizician și politician român de etnie maghiară, viceprimar al municipiului Târgu Mureș din anul 2000 și până în 2012. 

## Distincții
- în 2000 a devenit cetățeanul de onoare a orașului Baltimor
- în 2001 primește distincția „Pro Scientia Transsylvanica”
- în 2002 primește Crucea de Cavaler a Republicii Ungare
- în 2003 primește distincția "Vermes"